# Runenstein 3 von Østermarie
Der Runenstein 3 von Østermarie (dänisch Østermarie-sten 3 – auch DK Bh 53 oder DR 392 genannt) wird erstmals 1624 im Bericht des Priesters erwähnt. Er lag als Schwellenstein vor dem Karnhaus der Kirche. Ein Teil der Inschrift war unter der Mauer verborgen. Der Stein wurde 1867 aufgenommen.

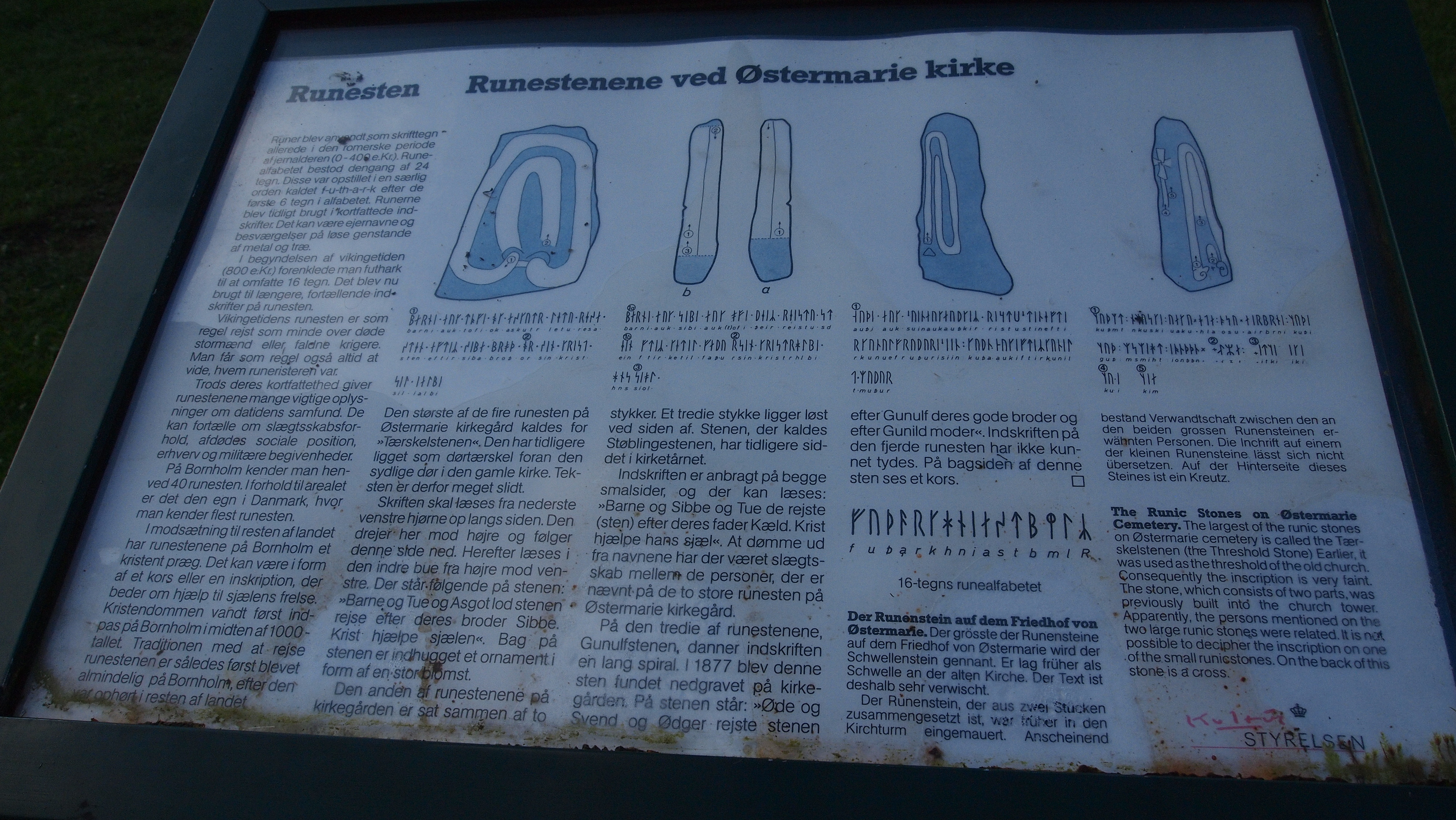
Runensteine von Østermarie

Der Runenstein steht mit dem Runenstein 2 von Østermarie und zwei anderen Steinen zwischen der neuen Kirche und der Kirchenruine von Østermarie auf der dänischen Ostseeinsel Bornholm. Sein Erhaltungszustand ist gut. Der Stein ist 1,7 m hoch, 1,05 m breit und 25 cm dick. Der untere Teil, der als Türschwelle genutzt wurde, ist stark abgenutzt.
Der verzierte Runenstein aus Granit gehört zur Gruppe der späten Bornholmer Steine aus der Übergangszeit zwischen der Wikingerzeit (800 bis 1050 n. Chr.) und dem älteren Mittelalter (1075–1125 n. Chr.)
Der Text lautet: „Barne und Tue und Asgot ließen den Stein in Erinnerung an Sibbi, ihren Bruder, aufstellen. Möge Christus (seiner) Seele helfen“. Die Verzierung besteht aus einem Irischen Koppel, das die Schlangenbänder hält. Auf der Rückseite des Steins ist ein Kreuz eingeschnitten.
Der verstorbene Sibbe erscheint zusammen mit den Brüdern Barne und Tue auch auf dem Runenstein 2 von Østermarie (Bh 52). Die Inschrift ist typisch für die Bornholmer Runeninschriften. Atypisch ist die Wortposition in der Seelenformel, bei der das Verb (hialpi) normalerweise hinter dem Thema (Kristr) steht. Normalerweise ist das Pronomen in der Seelenformel "sein".
Die Runenhöhe beträgt 11,5 bis 16,0 cm. Als Worttrennzeichen sind Einzelpunkte eingesetzt. Die konturierte Schrift steht in Rahmenbändern mit äußeren und inneren Rahmenlinien. Ein äußeres Band läuft entlang der Steinkante, das sich in einer Schlinge in der Mitte des Steins fortsetzt.
Der Runenstein 1 von Østermarie ist der Gyldensåsten, der heute an der Svaneke Kirche steht. Der Runenstein 4 von Østermarie steht in einen kleinen Hain südlich der Brücke, bei Gyldensø, östlich von Østermarie.